# Majorité qualifiée
La majorité qualifiée est une part spécifique des votes qu'une proposition doit obtenir afin d'être acceptée. Elle s'oppose alors à la minorité de blocage, qui permet, avec moins de la moitié des voix, de bloquer une décision.

## Spécificités de la majorité qualifiée
Elle se distingue de la majorité absolue par le fait qu'elle peut être à la base beaucoup plus large. En effet, une simple majorité absolue requiert au minimum la moitié des voix plus une. Or, une majorité aussi courte est considérée comme étant beaucoup trop serrée pour certaines procédures légales à caractère exceptionnel (par exemple, une modification de la Constitution) pour que le caractère démocratique de ces procédures soit assuré. La majorité qualifiée (par exemple, les deux tiers ou les trois quarts des votes) permet donc de montrer qu'une majorité claire des représentants élus du peuple (et donc en théorie une majorité claire de la population) approuve ces procédures légales, et donc de garantir leur caractère démocratique.

## Pratiques

### États-Unis
Aux États-Unis, la super majorité est de rigueur pour les articles de la Confédération ce qui est une cause de son échec. De même, la plupart des États fédérés dans leurs Constitutions ou dans des procédures officieuses ont ce principe pour leurs législations. Les pères fondateurs pour la Constitution actuelle, malgré l'opposition des antifédéralistes, poussent à réglementer selon la majorité absolue, pour éviter les blocages et obstructions, mais plusieurs dispositions relèvent d'un plus haut seuil, les deux tiers des membres, afin de prévenir la politique partisane.
La majorité qualifiée est donc nécessaire pour contourner un veto, voter l'impeachment, ratifier les traités, expulser un membre du Congrès, proposer des amendements, lever les sanctions d'inéligibilités du XIVe amendement et relever le Président de ses fonctions s'il n'est plus en état de les exercer. Plusieurs procédures au sein des chambres ont dans leurs règlements des actions requérant la super majorité,.

### France
Au Parlement, la majorité qualifiée est nécessaire pour la modification de la Constitution ou la destitution du Président de la République par la Haute Cour.
Pour les associations loi 1901, le type de majorité est laissé aux statuts.

### Union européenne
Dans l'Union européenne, selon le traité de Lisbonne, une décision législative (proposée par la Commission européenne) est reconnue adoptée si elle reçoit une double majorité qualifiée. À partir du 1er novembre 2014, la majorité qualifiée est définie comme 55 % des suffrages des membres du Conseil de l'Union européenne représentant au moins 15 États et au moins 65 % de la population de l'Union européenne.